# José Morgades
José Morgades y Gili (Villafranca del Panadés, 9 de octubre de 1826-Barcelona, 8 de enero de 1901) fue un eclesiástico español, obispo de Vic (1882-99) y de Barcelona (1899-1901).

## Biografía
Hizo los estudios en el Seminario Conciliar de Barcelona y en 1853 se doctoró en teología y en derecho canónico en la Universidad de Valencia. En 1852 era ordenado sacerdote. Fue profesor del seminario (1852-1853), canónigo de la catedral de Barcelona y rector del seminario desde 1879 por nombramiento del obispo Urquinaona. Convirtió el seminario en hospital durante dos epidemias de cólera.

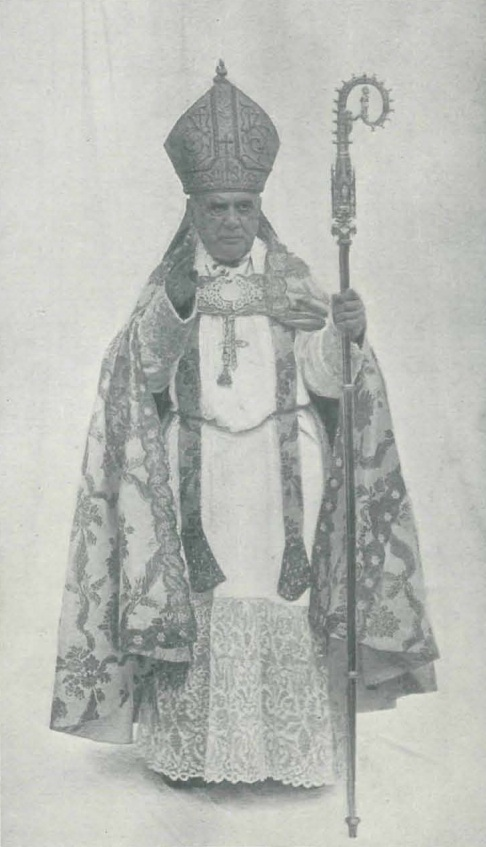
Retrato realizado por el fotógrafo Audouard

En 1862 obtuvo el cargo de penitenciario en el capítulo de la catedral de Barcelona, vacante al ser nombrado Constantí Bonet i Zanuy obispo de Gerona. En ese cargo desplegó una actividad notable en el campo de la sanidad y la beneficencia: fundó el Asilo del Buen Consejo, los obradores para chicas obreras y las llamadas Escuelas Dominicales, e introdujo en la diócesis las Hermanitas de los Pobres.
Con la Revolución de 1868 llegaron tiempos difíciles para la Iglesia. En 1873, un incidente con un grupo que le quería apalear hizo que se asustara y se fuera de Barcelona. Morgades vio como buena parte de las clases sociales eran críticas hacia el papel que representaba la Iglesia. La presencia entre la clase obrera, donde la Iglesia nunca había entrado, fue su nueva fuente de inspiración. A pesar de su oposición inicial, aceptó el obispado de Vic (1882-1899). Fue consagrado el 16 de julio de 1882 por el obispo Urquinaona. Siguió la línea social de León XIII y presentó en una larga pastoral y en una edición popular la encíclica Rerum novarum. Después de un largo proceso, consiguió restaurar el obispado de Solsona (1895), del que fue administrador apostólico.
Siguiendo su trayectoria, en la que desea llegar a las clases populares, permite que Beata Petra de San José instale su nuevo noviciado en Manresa, la fundadora de la Congregación de Madres de Desamparados había obtenido una autorización para instalar dicho noviciado en Barcelona, pero unas semanas antes de iniciar el traslado el entonces obispo de Barcelona le retiró dicho permiso. Fueron varios religiosos catalanes que le aconsejaron que se dirigiera al Doctor Morgades puesto que ya era bien conocido su carácter conciliador.
La primera etapa como obispo de Vic, hasta 1890, se caracterizó por la lucha entre los integristas y los «mestizos». Los primeros, aliados con los carlistas, querían la restauración del Antiguo Régimen. Morgades fue un claro exponente de la postura de los conciliadores. El obispo de Vich representaba el polo opuesto al papel que hacía el obispo de Urgell, el cardenal Casañas. Lo que sí correspondió al obispo Morgades fue la suspensión a divinis de mosén Jacinto Verdaguer (1895), precisamente él, que nueve años antes lo había coronado en Ripoll como «príncipe de las letras catalanas».
El 1889 fundó el Museo Episcopal de Vic. En 1890 consagró la iglesia de Santa María de Igualada. Promovió la restauración de los monasterios de San Juan de las Abadesas, del Estany, de Montgrony y de Llusá. La restauración más resonante —y con voluntad de unión de todos los catalanes en el espíritu de la Renaixença catalana— fue la de Ripoll en 1892. En 1893 rehusó el traslado al arzobispado de Burgos, pero el 19 de julio de 1899 fue nombrado obispo de Barcelona, por petición de los parlamentarios barceloneses al Gobierno y presentación en Roma por parte de Manuel Durán y Bas, entonces ministro de Justicia. Fue atacado encarnizadamente por el integrismo, especialmente por el sacerdote secularizado Segismundo Pey Ordeix —al que aplicó penas canónicas—, que le dedicó un libro calumnioso (El divorcio de la condesa).
Fue uno de los obispos más representativos del proceso de adaptación de la Iglesia catalana en el estado liberal, y también de la defensa de la lengua catalana. El 11 de octubre de 1896 fue invitado a los actos de consagración en Montserrat del Orfeón Catalán. Su pastoral sobre la necesidad del catecismo y de la predicación en lengua catalana (1900) fue controvertida en el Senado y el Congreso de los Diputados y por la prensa de Madrid, y aun por el secretario de Estado del Papa, el cardenal Mariano Rampolla del Tindaro. Con la venerable Rosa Ojeda fundó la congregación religiosa de las Hermanas Carmelitas de San José, que instaló su primera comunidad el 10 de octubre de 1900 en Barcelona.
Puso la primera piedra del nuevo seminario de la calle de la Diputación de Barcelona y también fue el que lo inauguró como obispo. Fue senador (1899) y miembro de la Real Academia de la Historia. Nueve años después de su muerte, sus restos fueron enterrados en la nave central de Santa María de Ripoll.
| Predecesor: Pedro Nolasco Colomer y Mestres | Obispo de Vic 1882-1899       | Sucesor: José Torras y Bages      |
| Predecesor: Jaime Catalá y Albosa           | Obispo de Barcelona 1899-1901 | Sucesor: Salvador Casañas y Pagés |